# Liste der Kardinalskreierungen Pius’ VII.

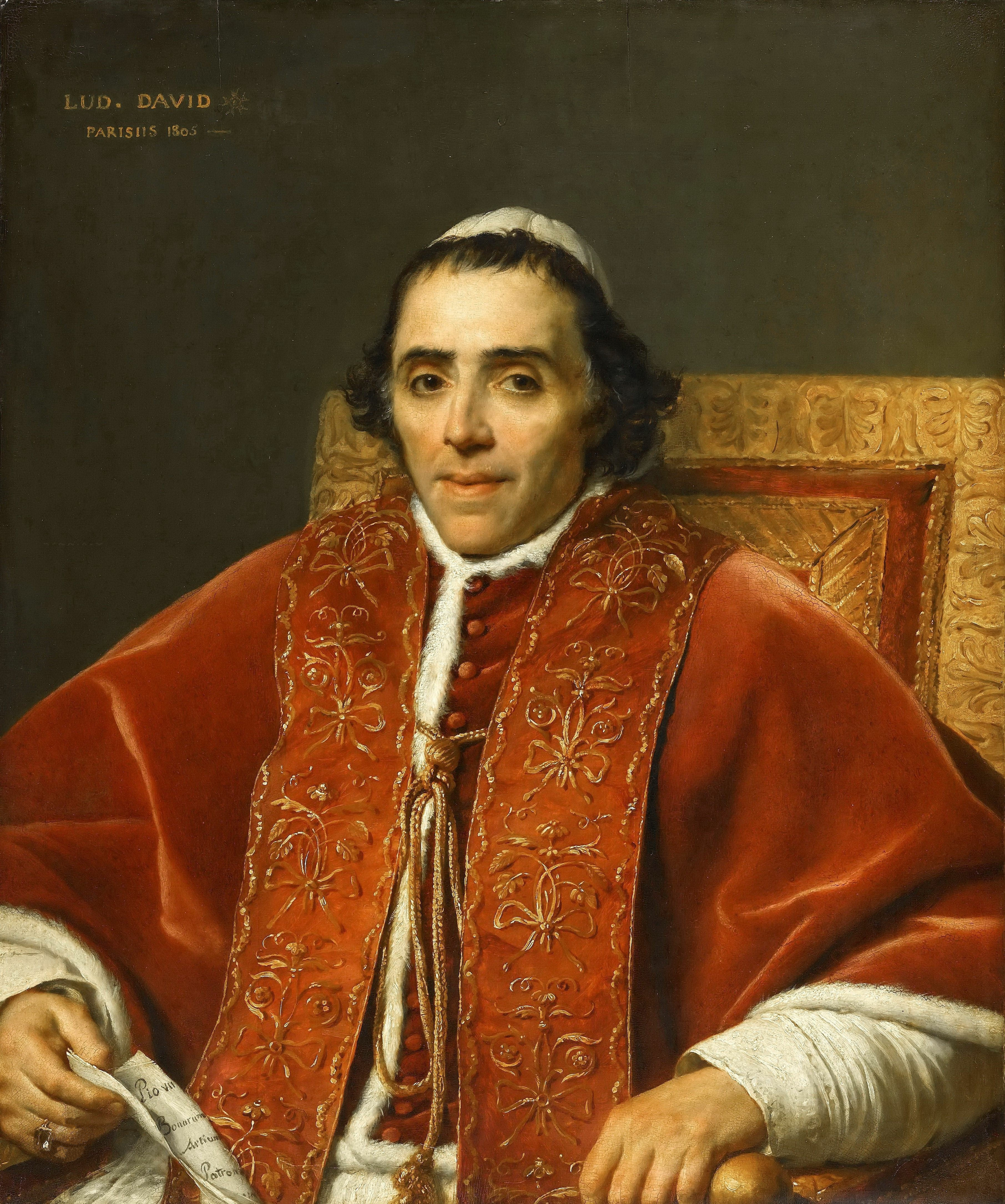
Pius VII.

Papst Pius VII. (1800–1823) kreierte im Verlauf seines Pontifikates 100 Kardinäle in 19 Konsistorien.

## 11. August 1800
- Diego Innico Caracciolo
- Ercole Consalvi

## 20. Oktober 1800
- Luis María de Borbón y Vallabriga

## 23. Februar 1801
- Giuseppe Firrao
- Ferdinando Maria Saluzzo
- Luigi Ruffo Scilla
- Bartolomeo Pacca sen.
- Cesare Brancadoro
- Giovanni Filippo Gallarati Scotti
- Filippo Casoni
- Girolamo della Porta
- Giulio Gabrielli
- Francesco Mantica
- Valentino Mastrozzi
- Giuseppe Albani
- Marino Carafa di Belvedere
- in pectore Antonio Felice Zondadari
- in pectore Lorenzo Litta
- in pectore Michelangelo Luchi OSB
- in pectore Carlo Crivelli
- in pectore Giuseppe Spina
- in pectore Michele Di Pietro
- in pectore Carlo Francesco Maria Caselli OSM
- in pectore Alphonse-Hubert de Latier de Bayane
- in pectore Francesco Maria Locatelli
- in pectore Giovanni Castiglione
- in pectore Charles Erskine of Kellie

## 28. September 1801
- Als Kardinal veröffentlicht: Antonio Felice Zondadari
- Als Kardinal veröffentlicht: Lorenzo Litta
- Als Kardinal veröffentlicht: Michelangelo Luchi OSB

## 29. März 1802
- Als Kardinal veröffentlicht: Carlo Crivelli
- Als Kardinal veröffentlicht: Giuseppe Spina

## 9. August 1802
- Domenico Pignatelli di Belmonte Theat.
- Als Kardinal veröffentlicht: Michele Di Pietro
- Als Kardinal veröffentlicht: Carlo Francesco Caselli
- Als Kardinal veröffentlicht: Alphonse-Hubert de Latier de Bayane

## 17. Januar 1803
- Jean-de-Dieu-Raymond de Boisgelin de Cucé
- Anton Theodor von Colloredo-Waldsee-Mels
- Pietro Antonio Zorzi CRS
- Diego Gregorio Cadello
- Jean-Baptist de Belloy-Morangle
- Etienne-Hubert de Cambacérès
- Joseph Fesch
- Als Kardinal veröffentlicht: Francesco Maria Locatelli
- Als Kardinal veröffentlicht: Giovanni Castiglione
- Als Kardinal veröffentlicht: Charles Erskine of Kellie

## 16. Mai 1803
- Miguel Carlos José de Noronha e Abranches
- in pectore Luigi Gazzoli

## 11. Juli 1803
- Antonio Despuig y Dameto
- Pietro Francesco Galleffi
- Als Kardinal veröffentlicht: Luigi Gazzoli

## 26. März 1804
- Carlo Oppizzoni
- in pectore blieb unbekannt

## 24. August 1807
- Francesco Guidobono Cavalchini

## 8. März 1816
- Annibale Sermattei della Genga später Papst Leo XII.
- Pietro Gravina
- Domenico Spinucci
- Lorenzo Caleppi
- Antonio Gabriele Severoli
- Giuseppe Morozzo Della Rocca
- Tommaso Arezzo
- Francesco Saverio Castiglioni später Papst Pius VIII.
- Carlo Andrea Pelagallo
- Benedetto Naro
- Francisco Antonio Javier de Gardoqui Arriquíbar
- Dionisio Bardaxí y Azara
- Antonio Lamberto Rusconi
- Emmanuele De Gregorio
- Giovanni Battista Zauli
- Nicola Riganti
- Alessandro Malvasia
- Francesco Fontana CRSP
- Giovanni Caccia-Piatti
- Alessandro Lante Montefeltro della Rovere
- Pietro Vidoni
- in pectore Camillo de Simone
- Giovanni Battista Quarantotti
- Giorgio Doria Pamfilj Landi
- Luigi Ercolani
- Stanislao Sanseverino
- Pedro Benito Antonio Quevedo y Quintano
- Francesco Cesarei Leoni
- Antonio Lante Montefeltro della Rovere
- Lorenzo Prospero Bottini
- in pectore Fabrizio Sceberras Testaferrata

## 22. Juli 1816
- Als Kardinal veröffentlicht: Camillo de Simone

## 23. September 1816
- Francisco Antonio Cebrián y Valda
- Maria-Thaddäus von Trauttmansdorf-Wiesnberg
- Franz Xaver von Salm-Reifferscheidt
- Paolo Giuseppe Solaro

## 28. Juli 1817
- Alexandre-Angélique de Talleyrand-Périgord
- César-Guillaume de la Luzerne
- Louis-François de Bausset-Roquefort

## 1. Oktober 1817
- Agostino Rivarola

## 6. April 1818
- Als Kardinal veröffentlicht: Fabrizio Sceberras Testaferrata
- Johann Casimir von Häffelin

## 4. Juni 1818
- Rudolf Johannes Joseph Rainer von Habsburg-Lothringen

## 27. September 1819
- Carlos da Cunha e Menezes
- Cesare Guerrieri Gonzaga

## 2. Dezember 1822
- Anne-Antoine-Jules de Clermont-Tonnerre

## 10. März 1823
- Francesco Bertazzoli
- Giovanni Francesco Falzacappa
- Antonio Pallotta
- Francesco Serlupi Crescenzi
- Carlo Maria Pedicini
- Luigi Pandolfi
- Fabrizio Turriozzi
- Ercole Dandini
- Carlo Odescalchi
- Antonio Frosini
- Tommaso Riario Sforza
- Viviano Orfini
- Giacinto Placido Zurla OSB Cam.

## 16. Mai 1823
- Anne-Louis-Henri de La Fare